# Wender
Wenderson de Arruda Said, dit Wender, né le 17 avril 1975 à Guiratinga, au Brésil, est un footballeur brésilien. Il jouait au poste d'attaquant.